# AS04
AS04 – istniejący w latach 1904–2012 duński klub szachowy z siedzibą w Kopenhadze.

## Historia
Klub został założony w 1904 roku. W 1978 roku zadebiutował w 1. division. W 1980 roku szachiści klubu spadli z pierwszej ligi, ale awansowali do niej rok później. W 1983 roku klub ponownie spadł z 1. division. W 1. division ponownie AS04 grał w sezonie 1985/1986. Po spadku z ligi, klub powrócił do niej w 1987 roku. W latach 1988–1989 AS04 zdobywał wicemistrzostwo kraju, a w 1990 roku zajął trzecie miejsce w 1. division. W tym okresie w klubie grali m.in. Lars Bo Hansen, Jens Kristiansen i Kim Pilgaard. W 1991 roku klub spadł z ligi. Ponownie w 1. division szachiści klubu występowali w sezonie 1995/1996. We wrześniu 2012 roku zdecydowano o połączeniu klubu z Københavns Skakforening, tworząc Nørrebro Skakklub. Oficjalna fuzja nastąpiła 1 stycznia 2013 roku.